# 21 Värsta!!!
21 värsta!!! fra 1982 var den svenske musiker og komponist Eddie Meduzas første opsamlingsalbum. Albummet indeholder Eddie Meduzas version af "Buona Sera", som han hørte med Lille Gerhard, da han var 10 år gammel, og som fik ham til at begynde med musik.

## Spor
Side A
1. Såssialdemokraterna (Fra Garagetaper fra 1980).
2. Jeany Jeany (Fra Gasen I Botten fra 1981).
3. Buona Sera (Eksklusivt til denne plade).
4. Mera Brännvin (Fra Gasen I Botten).
5. Napoleon (En anden og humoristisk version af sangen fra albummet Errol).
6. Rocky Rocky (Fra Eddie Meduza & Roarin' Cadillacs fra 1979).
7. California Sun (Eksklusivt til denne plade).
8. Volvo (Fra Gasen I Botten).
9. 34:an (Fra Gasen I Botten).
10. Punkjävlar (Fra Eddie Meduza & Roarin' Cadillacs).
11. Norwegian Boogie (Fra singlen "Såssialdemokraterna" fra 1979).

Side B
1. Summertime Blues (Fra Garagetaper).
2. Gasen I Botten (Fra Gasen I Botten).
3. Roll Over Beethoven (Fra singlen "Såssialdemokraterna").
4. Snus-kig Blues (Fra Errol fra 1975).
5. Mississippi Way (Fra Garagetaper).
6. Yea Yea Yea (Fra Eddie Meduza & Roarin' Cadillacs).
7. Oh, What A Cadillac (Fra singlen "Punkjävlar" fra 1978).
8. Honey B (Fra Eddie Meduza & Roarin' Cadillacs).
9. Skyrider (Fra Eddie Meduza & Roarin' Cadillacs).
10. Love's On The Run (Fra Eddie Meduza & Roarin' Cadillacs).